# San Romualdo
San Romualdo era uma igreja conventual que ficava onde hoje está o lado sul da Via Cesare Battisti nas imediações da Piazza Venezia, no rione Trevi de Roma, uma via que era conhecida antigamente como Via di San Romualdo. Era dedicada a São Romualdo, o fundador da ordem dos camaldulenses. Foi demolida em 1878.

## História
Esta igreja não era antiga, mas era a sucessora de uma outra, que ficava num outro local, que era. Esta era uma igreja medieval que ficava onde hoje está a igreja de San Francesco Saverio del Caravita, no rione Colonna, que era conhecida na época como San Niccolò de Forbitoribus. Ela remontava ao século XII e foi mencionada pela primeira vez em 1192. Aparentemente ela foi seriamente danificada por um raio em seu campanário em 1405, mas ainda estava funcionando no final do século XV.
Em 1551, ela foi entregue aos monges camaldulenses, que na época ainda não estavam divididos em várias congregações diferentes. A ordem estava prestes a obter um mosteiro completo em Roma, San Gregorio Magno al Celio, em 1573, mas achou-se por bem criar uma sede em Roma para representar todos os mosteiros da ordem. Com este objetivo, a antiga igreja foi demolida e reconstruída com um pequeno mosteiro anexo e com uma nova dedicação a Santo Antônio do Egito. Como era o caso em outras instituições antigas em Roma, o mosteiro era conhecido pelos romanos como ospizio, pois sua função principal era acomodar monges da ordem visitando Roma (em latim: hospes, "hóspedes").
Mais tarde, a congregação camaldulense de Monte Corona foi fundada com sua própria igreja e mosteiro em Roma em San Leonardo dei Camaldolesi. A razão da cisão foi que ordem original era de monges eremitas vivendo em comunidades e discussões surgiram sobre qual deveria ser a prioridade, a vida eremítica ou cenobítica. Em Monte Corona estavam os que defendiam a primeira opção.
Em 1631, o complexo foi comprado pelos jesuítas e demolido para dar espaço para uma ampliação do Collegio Romano. O Oratorio del Caravita foi construído no local da antiga igreja e a ordem construiu uma igreja e um convento completamente novos nas imediações. O mosteiro de San Gregorio era responsável por administrar e fornecer os funcionários para a nova instituição; todos os mosteiros da ordem apoiavam financeiramente.
Finalmente, o complexo e a igreja foram expropriados em 1873. A rua foi alargada em 1878 e, como parte das obras para transformar a Piazza Venezia num nexo de transportes para a "Roma moderna", a igreja foi demolida. Sua igreja sucessora é San Romualdo Abate a Monte Migliore, uma das mais isoladas e rurais igrejas modernas de Roma.

## Descrição

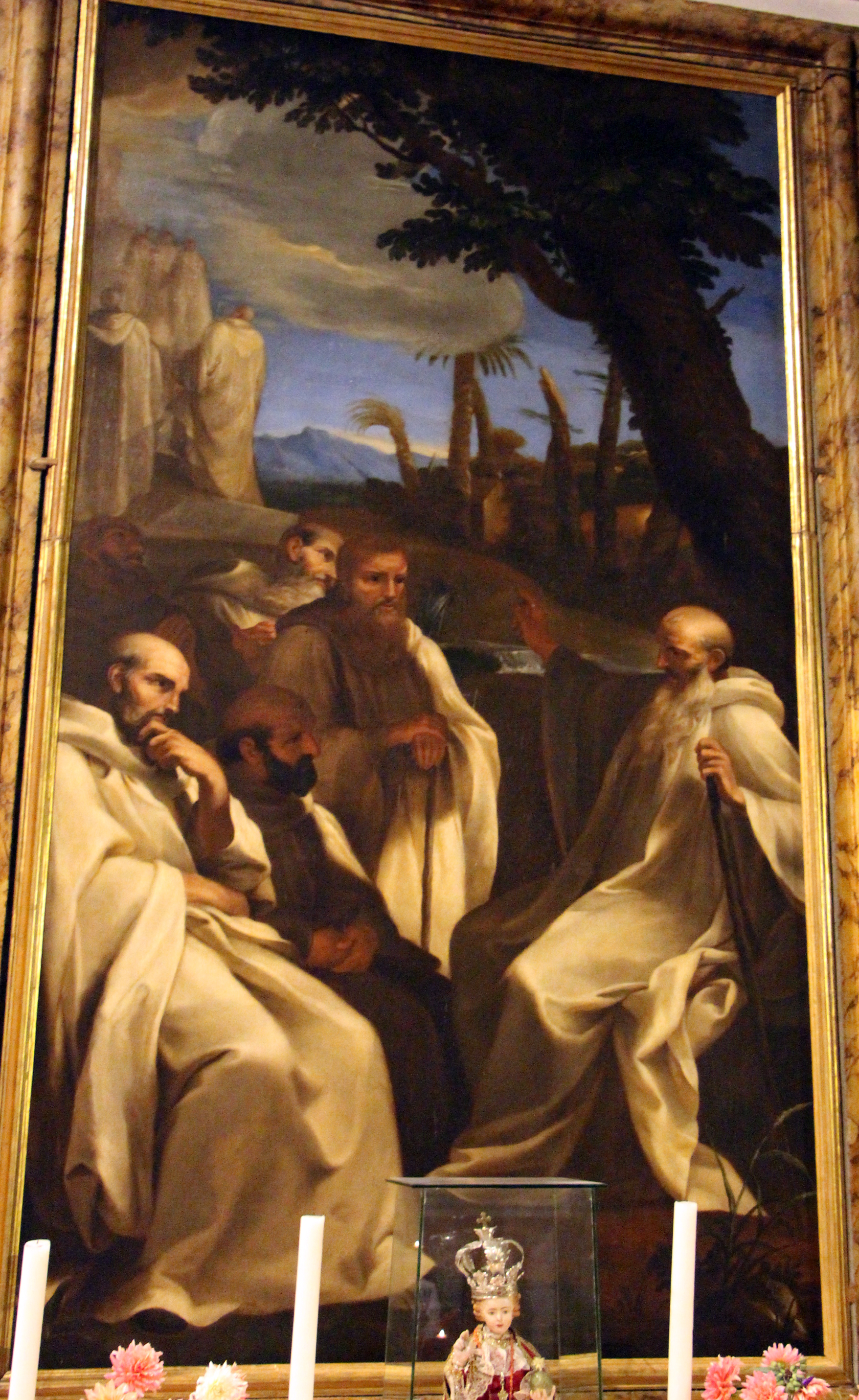
"Visão de São Romualdo", a peça-de-altar do altar-mor da igreja, atualmente na Pinacoteca do Vaticano.

Antes do final do século XIX, a Piazza Venezia era muito menor do que é hoje. A Via del Corso era mais estreita no ponto de junção com a praça e ficava mais para o leste. E a linha dos edifícios do lado leste continuava adiante. A Via di San Romualdo, naquele tempo, consistia apenas da calçada do lado norte e da pista de carros norte da atual Via Cesare Battisti. A pista sul marca o local onde ficava a fachada da igreja. Quando a praça foi ampliada, o Palazzo Bolognetti, que ficava para o leste, também foi demolido, mas um pouco mais tarde do que a igreja e o mosteiro. O atual Palazzo delle Assicurazioni Generali, que o substituiu, tinha sua fachada oeste mais para o leste do que o antigo palácio, abrindo espaço para ampliar a praça. A nova Via Cesare Battisti, muito alargada, engoliu boa parte do local onde ficava o complexo.
O resultado é que o local onde a igreja ficava está hoje no canto noroeste do Palazzo della Assicurazioni, majoritariamente debaixo da rua. O canto do edifício está no local onde ficava o presbitério e o corpo da igreja ficava para o oeste e para o norte, chegando até a já mencionada pista sul da via.
A planta da igreja era baseada numa cruz grega, com duas grandes capelas laterais e uma abside retangular se projetando de um presbitério. O mosteiro ficava para o leste e se apresentava em três alas formando um J de lado. A ala principal ficava de frente para a rua com uma entrada no centro. Ela levava para um estreito e longo claustro com um passeio arcado que de oeste para leste a partir da igreja e ligando as alas do mosteiro. Do outro lado ficava um pátio, que era compartilhado com outros edifícios seculares para o sul.
A peça-de-altar do altar-mor, "A Visão de São Romualdo", de Andrea Sacchi, está hoje nos Museus Vaticanos. Ela foi levada para lá no começo do século XIX e substituída por uma cópia. As duas capelas laterais eram dedicadas à Crucificação e a à Visitação.